# Свети Димитър (Градец)
Вижте пояснителната страница за други значения на Свети Димитър.
„Свети Великомъченик Димитър“ или „Свети Димитрий“ (на македонска литературна норма: „Свети Димитар“, „Свети Димитриј“) е възрожденска православна църква във валандовското село Градец, югоизточната част на Северна Македония. Част е от Повардарската епархия на Македонската православна църква.

## История
Църквата е изградена в средата на XIX век (преди 1860 година).

## Архитектура
Църквата е трикорабна, с дървени равни тавани и по-висок централен кораб, с нартекс на западната страна и с голяма полукръгла олтарна апсида отвън на източния зид, над който има кръгли отвори. Църквата е вкопана и изградена от обикновен камък с двускатен покрив.

## Иконопис
Изписана е в 1873 година, което се разбира от двуезичния надпис – гръцки и църковнославянски, на северната страна отвън в композицията Страшният съд, дело на известния струмишки зограф Григорий Пецанов. Датата в надписа е 28 август 1873 година, а изписаното пространство е дълго около 11 метра и обхваща пространството от лявата и от дясната страна на вратата. Стенописите са в лошо състояние. На западната фасада Пецанов е изписал композицията „Страшният съд“, подобно на „Света Троица“ в Смолари.
Иконите са изрисувани в 1869 година от известния зограф Исая Джиков от село Осой, Дебърско.
Иконостасът на църквата, също дело на Исая Джиков, е пренесен в църквата „Свети Атанасий Велики“ в Удово.